# Delfino Pescara 1936 2014-2015
Questa voce raccoglie le informazioni riguardanti il Delfino Pescara 1936 nelle competizioni ufficiali della stagione 2014-2015.

## Divise e sponsor
Il fornitore ufficiale di materiale tecnico per la stagione 2014-2015 è Erreà. La maglia casalinga del Pescara è composta da nove strisce verticali bianco-azzurre, la maglia da trasferta, dedicata a Vincenzo Zucchini, è ispirata alle maglie usate negli anni settanta ed è blu navy con tre sottili strisce biancazzurre. La terza divisa è verde fluo con cinque strisce orizzontali biancazzurre. In occasione della gara di campionato dell'11 aprile 2015 contro il Frosinone Calcio, la società abruzzese è scesa in campo con un'inedita divisa blu con numeri giallo oro: ciò fu dovuto al fatto che gli abruzzesi avevano preparato per la gara la terza divisa verde e i ciociari la divisa casalinga gialla; l'arbitro, ritenendo i due completi troppo simili, obbligò il Pescara a cambiare la divisa. Non avendo portato altre mute da gioco, la società scese in campo con la maglia blu da allenamento con applicati i numeri gialli prestati dal Frosinone
| Casa | Trasferta | Terza divisa | Gara vs Frosinone |  |

## Stagione
Nell'estate del 2014 viene annunciato il nuovo tecnico Marco Baroni. La squadra biancoazzurra si fa subito notare in Coppa Italia Tim Cup per la vittoria (5-4) sul Renate Calcio dopo i calci di rigore e sul Chievo Verona (1-0) avanzando nella competizione.
La prima partita di campionato avviene il 30 agosto in casa contro il Trapani e termina (0-0). Il 12 settembre arriva la prima sconfitta stagionale, contro il Bologna (3-2), a seguito di questo insuccesso, l'allenatore porta la squadra all'abbazia di San Bartolomeo di Carpineto della Nora per farla benedire dal parroco locale.
Alla settima giornata arriva la prima vittoria in campionato un netto (4-0) casalingo contro la Virtus Entella grazie a una tripletta dell'attaccante Riccardo Maniero e a un gol di Pasquato e il Pescara sale a 6 punti lasciando così l'ultima posizione in classifica. Il girone di andata termina con 28 punti a metà classifica. Nel girone di ritorno il Pescara sale con 33 punti ottenuti in quinta posizione con 61 punti, con il diritto a disputare i Play-off. Nel turno preliminare in gara unica il Pescara vince a Perugia (1-2), nella doppia semifinale supera il Vicenza, nella doppia finale contro il Bologna ottiene due pareggi, sale in Serie A il Bologna, che si era piazzato terzo in campionato. Carpi e Frosinone sono salite nella massima serie direttamente. Due giocatori pescaresi sono giunti in doppia cifra, con 14 reti Federico Melchiorri e con 12 reti in 15 partite Riccardo Maniero arrivato con il mercato di ottobre, aveva già firmato 6 reti con il Catania nelle prime giornate.

## Rosa
| N. |                    | Ruolo | Calciatore          |
| -- | ------------------ | ----- | ------------------- |
| 1  | Italia (bandiera)  | P     | Vincenzo Fiorillo   |
| 2  | Italia (bandiera)  | D     | Raffaele Pucino     |
| 3  | Romania (bandiera) | D     | Deian Boldor        |
| 5  | Italia (bandiera)  | D     | Emanuele Pesoli     |
| 6  | Brasile (bandiera) | C     | Gabriel Appelt      |
| 7  | Italia (bandiera)  | A     | Matteo Politano     |
| 8  | Islanda (bandiera) | C     | Birkir Bjarnason    |
| 9  | Italia (bandiera)  | A     | Federico Melchiorri |
| 10 | Italia (bandiera)  | A     | Gianluca Caprari    |
| 11 | Italia (bandiera)  | D     | Francesco Zampano   |
| 13 | Croazia (bandiera) | D     | Dario Župarić       |
| 14 | Gambia (bandiera)  | A     | Ali Sowe            |
| 15 | Polonia (bandiera) | D     | Bartosz Salamon     |
| 16 | Uruguay (bandiera) | C     | Gastón Brugman      |
| 17 | Serbia (bandiera)  | D     | Uroš Ćosić          |

| N. |                                 | Ruolo | Calciatore         |
| -- | ------------------------------- | ----- | ------------------ |
| 17 | Argentina (bandiera)            | D     | Luciano Abecasis   |
| 18 | Italia (bandiera)               | P     | Simone Aresti      |
| 19 | Italia (bandiera)               | A     | Riccardo Maniero   |
| 20 | Danimarca (bandiera)            | C     | Matti Lund Nielsen |
| 21 | Bosnia ed Erzegovina (bandiera) | D     | Gordan Bunoza      |
| 23 | Italia (bandiera)               | D     | Lorenzo Venuti     |
| 25 | Italia (bandiera)               | A     | Cristian Pasquato  |
| 26 | Brasile (bandiera)              | C     | Victor Da Silva    |
| 28 | Italia (bandiera)               | C     | Flavio Lazzari     |
| 29 | Guinea (bandiera)               | A     | Mathias Pogba      |
| 31 | Italia (bandiera)               | C     | Roberto Guana      |
| 32 | Albania (bandiera)              | C     | Ledian Memushaj    |
| 33 | Italia (bandiera)               | D     | Fabrizio Grillo    |
| 36 | Uruguay (bandiera)              | C     | Lucas Torreira     |
| 42 | Italia (bandiera)               | A     | Marco Sansovini    |

## Risultati

### Serie B

#### Girone di andata
| Pescara 30 agosto 2014, ore 15:00 CEST 1ª giornata | Pescara         | 0 – 0 referto | Trapani | Stadio Adriatico-Giovanni Cornacchia (7 386 spett.)\| Arbitro: \| Chiffi (Padova) \| |
| Arbitro:                                           | Chiffi (Padova) |               |         |                                                                                      |

| Arbitro: | Fabbri (Ravenna) |

|              |           |              |
| Ceravolo 38’ | Marcatori | 55’ Pasquato |

| Arbitro: | Candussio (Cervignano del Friuli) |

|                                |           |                                         |
| Salomon 52’ Maniero 67’ (rig.) | Marcatori | 28’ Büchel 30’ Acquafresca 37’ Casarini |

| Arbitro: | Ros (Pordenone) |

|                             |           |                             |
| Gerardi 6’ Coralli 60’, 78’ | Marcatori | 16’ Politano 47’ Melchiorri |

| Arbitro: | Pezzuto (Lecce) |

|               |           |               |
| Melchiorri 8’ | Marcatori | 33’ Pettinari |

| Arbitro: | Ghersini (Genova) |

|                             |           |                |
| Rosina 2’ (rig.) Calaiò 51’ | Marcatori | 21’ Melchiorri |

| Arbitro: | Pairetto (Nichelino) |

|                                           |           |  |
| Maniero 36’ (rig.), 52’, 59’ Pasquato 83’ | Marcatori |  |

| Arbitro: | Abbattista (Molfetta) |

|                 |           |                                                 |
| Torregrossa 73’ | Marcatori | 38’ F. Lazzari 43’ Pasquato 79’, 85’ Melchiorri |

| Arbitro: | Aureliano (Bologna) |

|                             |           |                    |
| Cocco 37’ D. Di Gennaro 74’ | Marcatori | 78’ (rig.) Maniero |

| Arbitro: | Pinzani (Empoli) |

|  |           |                                                   |
|  | Marcatori | 45+2’ Concas 45+4’, 46’ Letizia 60’, 85’ Mbakjogu |

| Arbitro: | Chiffi (Padova) |

|             |           |              |
| De Luca 88’ | Marcatori | 31’ Memushaj |

| Arbitro: | Mariani (Aprilia) |

|                       |           |                    |
| Ceccarelli 77’ (aut.) | Marcatori | 33’, 92’ Valentini |

| Arbitro: | Pezzuto (Lecce) |

|            |           |                                   |
| Benali 18’ | Marcatori | 77’ Melchiorri 85’, 90+2’ Maniero |

| Arbitro: | Maresca (Napoli) |

|                                         |           |  |
| Melchiorri 50’ Maniero 64’ Pasquato 87’ | Marcatori |  |

| Arbitro: | Ghersini (Genova) |

|                   |           |  |
| Granoche 76’, 81’ | Marcatori |  |

| Arbitro: | Fabbri (Ravenna) |

|                |           |                |
| Melchiorri 93’ | Marcatori | 50’ Monachello |

| Arbitro: | Pasqua (Tivoli) |

|  |           |                                              |
|  | Marcatori | 32’ Bjarnason 74’ Politano 83’, 90’ Da Silva |

| Pescara 13 dicembre 2014, ore 15:00 CET 18ª giornata | Pescara        | 0 – 0 | Avellino | Stadio Adriatico-Giovanni Cornacchia (6 001 spett.)\| Arbitro: \| Saia (Palermo) \| |
| Arbitro:                                             | Saia (Palermo) |       |          |                                                                                     |

| Arbitro: | Abbattista (Molfetta) |

|                            |           |                            |
| Falcinelli 34’ Fossati 54’ | Marcatori | 26’ Memushaj 90+2’ Maniero |

| Arbitro: | Merchiori (Ferrara) |

|                                  |           |  |
| Maniero 4’ (rig.) Melchiorri 51’ | Marcatori |  |

| Arbitro: | Abisso (Palermo) |

|               |           |                         |
| Gălăbinov 36’ | Marcatori | 45’, 80’ (rig.) Maniero |

#### Girone di ritorno
| Arbitro: | Sacchi (Macerata) |

|                          |           |                                              |
| Basso 18’ M. Mancosu 46’ | Marcatori | 12’, 34’ Pasquato 53’ Politano 61’ Bjarnason |

| Arbitro: | Manganiello (Pinerolo) |

|              |           |                                |
| Bjarnason 9’ | Marcatori | 2’ (aut.) Zampano 71’ Ceravolo |

| Bologna 31 gennaio 2015, ore 15:00 CET 24ª giornata | Bologna               | 0 – 0 | Pescara | Stadio Renato Dall'Ara (16 179 spett.)\| Arbitro: \| Abbattista (Molfetta) \| |
| Arbitro:                                            | Abbattista (Molfetta) |       |         |                                                                               |

| Arbitro: | Gavillucci (Latina) |

|               |           |            |
| Bjarnason 95’ | Marcatori | 28’ Stanco |

| Arbitro: | Roca (Foggia) |

|                    |           |  |
| Viviani 83’, 90+1’ | Marcatori |  |

| Arbitro: | Pairetto (Nichelino) |

|                 |           |  |
| Sansovini 90+3’ | Marcatori |  |

| Arbitro: | Ripa (Nocera Inferiore) |

|                        |           |                                                        |
| Lanini 18’ Masucci 80’ | Marcatori | 11’, 13’, 62’ Sansovini 45+1’ Bjarnason 67’ Melchiorri |

| Arbitro: | Ros (Pordenone) |

|                            |           |           |
| Memushaj 51’ Sansovini 79’ | Marcatori | 14’ Ciano |

| Arbitro: | Nasca (Bari) |

|                            |           |                         |
| Melchiorri 58’ Brugman 82’ | Marcatori | 66’ Cinelli 90+1’ Cocco |

| Arbitro: | Pezzuto (Lecce) |

|                |           |                             |
| Sabbione 90+4’ | Marcatori | 51’ Sansovini 64’ Bjarnason |

| Pescara 21 marzo 2015, ore 15:00 CET 32ª giornata | Pescara          | 0 – 0 | Bari | Stadio Adriatico-Giovanni Cornacchia (10 689 spett.)\| Arbitro: \| Fabbri (Ravenna) \| |
| Arbitro:                                          | Fabbri (Ravenna) |       |      |                                                                                        |

| Arbitro: | Candussio (Cervignano del Friuli) |

|                             |           |                            |
| Brezovec 45’ Stevanović 80’ | Marcatori | 33’ Melchiorri 56’ Brugman |

| Arbitro: | Chiffi (Padova) |

|                           |           |                     |
| Memushaj 4’ Bjarnason 15’ | Marcatori | 6’, 51’, 72’ Corvia |

| Arbitro: | Minelli (Varese) |

|                              |           |              |
| Gucher 41’ Lupoli 48’ (rig.) | Marcatori | 74’ Politano |

| Arbitro: | La Penna (Roma) |

|              |           |  |
| Politano 83’ | Marcatori |  |

| Arbitro: | Pairetto (Nichelino) |

|  |           |               |
|  | Marcatori | 75’ Bjarnason |

| Arbitro: | Sacchi (Macerata) |

|             |           |  |
| Caprari 12’ | Marcatori |  |

| Arbitro: | Minelli (Varese) |

|                                   |           |                      |
| L. Castaldo 63’ Zito 76’ Kone 83’ | Marcatori | 14’, 90+3’ Pettinari |

| Arbitro: | Abbattista (Molfetta) |

|                                    |           |                             |
| Memushaj 56’ (rig.) Melchiorri 59’ | Marcatori | 68’ Ardemagni 73’ Goldaniga |

| Arbitro: | Abisso (Palermo) |

|                                 |           |              |
| Jakimovski 45+2’ L. Forte 90+4’ | Marcatori | 43’ Memushaj |

| Arbitro: | Maresca (Napoli) |

|                                     |           |  |
| Melchiorri 30’ Bjarnason 52’, 90+2’ | Marcatori |  |

### Play-off

#### Quarto
| Arbitro: | Fabbri (Ravenna) |

|               |           |                                   |
| Goldaniga 52’ | Marcatori | 62’ Politano 74’ (rig.) Bjarnason |

#### Semifinali
| Arbitro: | Pairetto (Nichelino) |

|                     |           |  |
| Memushaj 87’ (rig.) | Marcatori |  |

| Arbitro: | Maresca (Napoli) |

|                       |           |                                   |
| Moretti 45’ Cocco 81’ | Marcatori | 4’ (aut.) Sampirisi 65’ Bjarnason |

#### Finali
| Pescara 5 giugno 2015, ore 21:00 CEST Andata | Pescara             | 0 – 0 | Bologna | Stadio Adriatico (18 772 spett.)\| Arbitro: \| Gavillucci (Latina) \| |
| Arbitro:                                     | Gavillucci (Latina) |       |         |                                                                       |

| Arbitro: | Mariani (Aprilia) |

|                |           |              |
| G. Sansone 37’ | Marcatori | 57’ Pasquato |

### Coppa Italia
| Arbitro: | Pezzuto (Lecce) |

|                                                           |                      |                                                                  |
| Caprari 3’                                                | Marcatori            | 46’ Florian                                                      |
| Politano Maniero Caprari Appelt F. Lazzari Pucino Dettori | Tiri di rigore 6 – 5 | Gualdi Rovelli Scaccabarozzi Bonfanti Spampatti Muchetti Morotti |

| Arbitro: | Damato (Barletta) |

|             |           |  |
| Maniero 38’ | Marcatori |  |

| Arbitro: | Candussio (Cervignano del Friuli) |

|                  |           |  |
| Floro Flores 57’ | Marcatori |  |